# 운송매표원
운송매표원는 버스, 여객선 등의 좌석여부를 확인하여 승객에게 승차권을 발매하는 직업이다.

## 개요
버스, 여객선 등의 매표소에서 고객이 원하는 행선지, 시간, 승차권 매수 및 좌석 등을 조회하여 고객에게 좌석유무를 답변하거나, 고객의 질문에 응대하고, 정보 및 사고와 관련하여 안내한다. 승차권을 발권하고 매표대금을 계산한다. 당일 매표현황을 집계하여 집계내용 및 금액을 매표관리부서에 전달한다.

## 정보
- 산업분류 : 육상여객운송업 / 해상운송업 / 정기항공운송업
- 정규교육 : 9년 초과 ~ 12년 이하 (고졸 정도)
- 숙련기간 : 시범 후 30일
- 직무기능 : 자료(계산) / 사람(서비스제공) / 사물(관련없음)
- 작업강도 : 아주 가벼운 작업
- 작업장소 : 실내
- 직무코드 : 1045